# Call of Juarez

Глава «Народжений заново». За дорученням індіанця Спокійна Вода, Біллі треба буде піднятися на високу гору, щоб взяти орлине перо з гнізда

Call of Juarez — відеогра 2006 року випуску жанру шутера від першої особи у стилі вестерн, розроблена польською компанією Techland і видана Ubisoft.

## Сюжет
Оповідач переказує історію про Золото Хуареса, яке було викупом Монтесуми, полоненим конкістадорами. Скарб був загублений багато століть тому і не був знайдений. Незважаючи на чутки про те, що скарб було проклято, багато авантюристів шукали багатства ацтеків.
Біллі, молодий хлопець, який не знає, хто його батько, у нього навіть немає прізвища. Через його мексиканський родовід, він страждав від расизму з боку місцевого населення. Більше за все він ненавидів свого вітчима Томаса, який бив його кожен день. Одного разу він покинув свій будинок і вирушив за золотом Хуареса, але після двох років пошуків він нічого не знайшов.
Біллі повернувся в рідне місто, але прибувши додому він знайшов матір з вітчимом мертвими, що лежали під кривавим написом «Поклик Хуареса». Чоловік, на ім'я Преподобний Рей, колишній злочинець, брат Томаса, побачив Біллі на місці злочину і визнав його вбивцею. Біллі втік від Рея, який, у наслідку, вирішив, що його борг перед Богом — вистежити і вбити злочинця.
Перш, ніж Рей вирушив в погоню, на місто напали бандити, священик ліквідував їх і подався на пошуки Біллі. Тим часом, Біллі, тікаючи від Рея, наткнувся на табір бандитів. Після того, як він прокрався через нього, хлопця зустрів священик. Біллі втік, заплигнувши на минаючий поїзд. Рей, вирізавши табір, вирушив за ним. У цей час поїзд атакували бандити. Рей врятував поїзд від них і дізнався, куди втік Біллі.
Біллі вирішив йти на ранчо батька Моллі, своєї коханої. Рей наздогнав Біллі в ранчо, біля якого зустрів групу Техаських рейнджерів, які сказали Рею, що вони зібралися атакувати ферму через те, що її власник-скотокрад. Рей допоміг їм і гнав Біллі через поле. Потім, він вистрілив у хлопця і той впав у річку. Рей повернувся на ранчо і зрозумів, що рейнджери насправді були бандитами, під командою чоловіка з ім'ям Хуарес. Священик здолав двох бандитів у дуелі, інші ж втекли. Вмираючи, містер Фергюсон попросив у Рея врятувати його дочку, Моллі, яку викрали бандити. Рей женеться за ними, але не встигає. Розуміючи, що Біллі не винен, священик, заливається сльозами, вважаючи, що не виконав свій обов'язок.
Біллі вижив, його врятував індіанець на ім'я «Спокійна Вода». Незабаром, повертаючись з доручення індіанця, Біллі знаходить його мертвим. Бандити, які вбили його, захопили Біллі. Тим часом, Рей переслідує бандитів з метою спокутувати свою провину. Він женеться за ними на коні і підстрелює одного з них на ім'я Тай Стюарт. Вмираючи, Стюарт розповідає, що карета, за якою гнався Рей, їде до міста Хуарес, що розташоване на мексиканському кордоні.
У Хуаресі Біллі зустрічає чоловіка з ім'ям Хуарес, який розповідає, що він — батько Біллі. Він змушує хлопця шукати скарб під загрозою вбивства Моллі. Прибулий Рей рятує Біллі. Священик вбиває бандитів і добирається до Хуареса, який втікає і говорить Рею, що вб'є Моллі, якщо той не принесе скарб. У цей час Біллі знаходить золото.
Рей штурмує форт Хуареса і знаходить камеру, де заточена Моллі. Хуарес закриває Рея з Моллі і підпалює приміщення. Прибулий Біллі гасить вогонь і атакує Хуареса. Він перемагає його в дуелі і залишає вмирати. Потім, хлопець витягує Рея і Моллі з камери. Раптово, Хуарес стріляє в Рея і говорить, що його врятувала броня. Хуарес і Біллі б'ються в рукопашну і хлопець знову перемагає бандита. Біллі обіймає Моллі, а позаду них з ножем піднімається Хуарес. У цей час, вмираючий Рей визнає свою провину і просить у Господа єдиного шансу врятувати Біллі та Моллі. З останніх сил він стріляє в Хуареса й помирає щасливим.
Пізніше, Біллі і Моллі стоять на кладовищі Хуареса над могилою Рея. Біллі, згадуючи поради Спокійної Води, вирішує більше не тікати від долі.

### Персонажі
- Вільям «Біллі Свічка» Мендоза — Юний бродяга з мексиканським корінням, один із двох ігрових персонажів. Асоціальний і непостійний, Біллі був у бігах майже все своє життя. Повернувшись додому з пошуків легендарного скарбу, він знаходить матір і вітчима мертвими і тікає, давши своєму дядькові думку про те, що він — убивця. Попри те, що всю гру він ховається і тікає, в остаточному підсумку він повинен зустрінеться зі своїми ворогами віч-на-віч, щоб захистити тих, хто йому дорогий.

- Преподобний Рей Маккол — Старий священик, дядько Біллі. Помилково вважає, що Біллі відповідальний за вбивство його брата і дружини брата, Рей, знову бере в руки зброю з метою вбити Біллі в ім'я правосуддя. У грі він противник Біллі, але, в кінці він дізнається правду і допомагає йому.

- Хуан «Хуарез» Мендоза — головний лиходій гри. Впливовий лідер бандитів, відомий як «Хуарес», через назву свого рідного міста. Також він є біологічним батьком Біллі і відповідальним за смерть його матері, яку вбив за те, що та пішла від нього до Томаса. Він шукає скарб і від Біллі йому потрібен лише амулет, що містить ключ до пошуку скарбу. Його справжнє ім'я Хуан Мендоса.

- Том Менсон, Тай Стюарт і брати Макклайд — головні поплічники Хуареса, які вбили родину Біллі. Прикидаючись техаськими рейнджерами, обманом вони змусили Рея допомогти їм зачистити ранчо Фергюсона в пошуках Біллі. Всі вони вбиті Реєм. Перед битвою Хуареса і Біллі, Хуарес розповів, що вони зґвалтували матір хлопця.

- Моллі Фергюсон — красива дочка багатого ранчера, в яку закоханий Біллі. Її батько вбитий людьми Хуареса, що потім тримав її, щоб Біллі шукав для нього скарб.

- Спокійна Вода — старий індіанець-знахар. Урятував і вилікував Біллі, що впав у річку після поранення від пострілу Рея. Раніше носив ім'я «Швидка Ріка». Убитий ударом ножа в спину.

- Клайд Форрестер — власник салуна в рідному місті Біллі. Расист, богохульник, любить вирішувати все грубими методами. Давній ворог Біллі та Рея. Застрелений в дуелі з Реєм, що підпалив його салун.

- Сюзі — повія в салуні, подруга дитинства Біллі. Невідомо, чи померла Сюзі під час пожежі.

- Брайан Фергюсон — батько Моллі, який був проти їхніх стосунків з Біллі. Вбитий людьми Хуареса.

- Чед — підручний містера Фергюсона, закоханий в Моллі. Вбитий Реєм.

- Джон Макктавіш — шериф містечка в якому жив Рей і Біллі. Вбитий бунтівниками.

- Томас Маккол — брат Рея і вітчим Біллі. Вбитий людьми Хуареса на початку гри.

- Маріса Маккол (Мендоза) — дружина Томаса і мати Біллі. Вбита людьми Хуареса на початку гри.

## Оцінки гри
| Агрегатор  | Оцінка    |
| ---------- | --------- |
| Metacritic | 72 of 100 |

| Видання                      | Оцінка    |
| ---------------------------- | --------- |
| Eurogamer                    | 8 of 10   |
| Game Informer                | 7.25/10   |
| IGN                          | 7.5 of 10 |
| Official Xbox Magazine (США) | 6.0/10    |
| PC Gamer (Велика Британія)   | 8 of 10   |
| PC Gamer (США)               | 70%       |
| X-Play                       | 2/5       |

| Видання | Оцінка |
| ------- | ------ |
| PlayUA  | 8.0/10 |

## Ігровий рушій
Call of Juarez використовує ігровий рушій Chrome Engine третього покоління. На момент виходу, гру відрізняла передова графіка, активне залучення всього спектру ефектів сучасних графічних технологій: повсюдне накладення нормалей карт, якісні текстури, рендеринг тіней, за допомогою різних відео карт стало можливо робити тіні дуже високої роздільної здатності, складні ефекти, створювані за допомогою системи часток (такі, як дим і вогонь), підтримка HDR.